# 漳州实验中学
24°30′25″N 117°41′29″E / 24.506899°N 117.6913787°E
漳州实验高级中学，旧称漳州实验中学，是东盛教育集团建立的民办高级中学。目前拥有70多个班级，在校师生共4000多人。

## 校史
2003年，漳州一中分校建立。
2006年首届初中毕业生参加中考。
2009年首届高中毕业生参加高考。
2009年9月，福建东盛集团和泉州中闽百汇入主漳州一中分校，蔡跃东接任漳州一中分校校董，并将漳州一中分校更名为“漳州实验中学”。
2020年，有传闻指蔡跃东出售漳州实验中学。对此，他在接受媒体访问时辟谣这一消息。
2022年，该学校高中阶段转设为私立高级中学，名称改为“漳州实验高级中学”。初中阶段保留登记为公立初级中学，名称仍为“漳州实验中学”。

## 争议
2010年，有学生反映漳州实验中学热水价格昂贵，引起漳州市物价局的重视。蔡跃东董事长最终决定返还违收的费用。
2011年，漳州实验中学超额招收学生，满员之后将剩余的一些被录取且收到录取通知短信的学生拒之门外，引发学生家长的不满。蔡跃东随后向学生家长致歉，承认在招生过程中存在不足之处。

## 图集

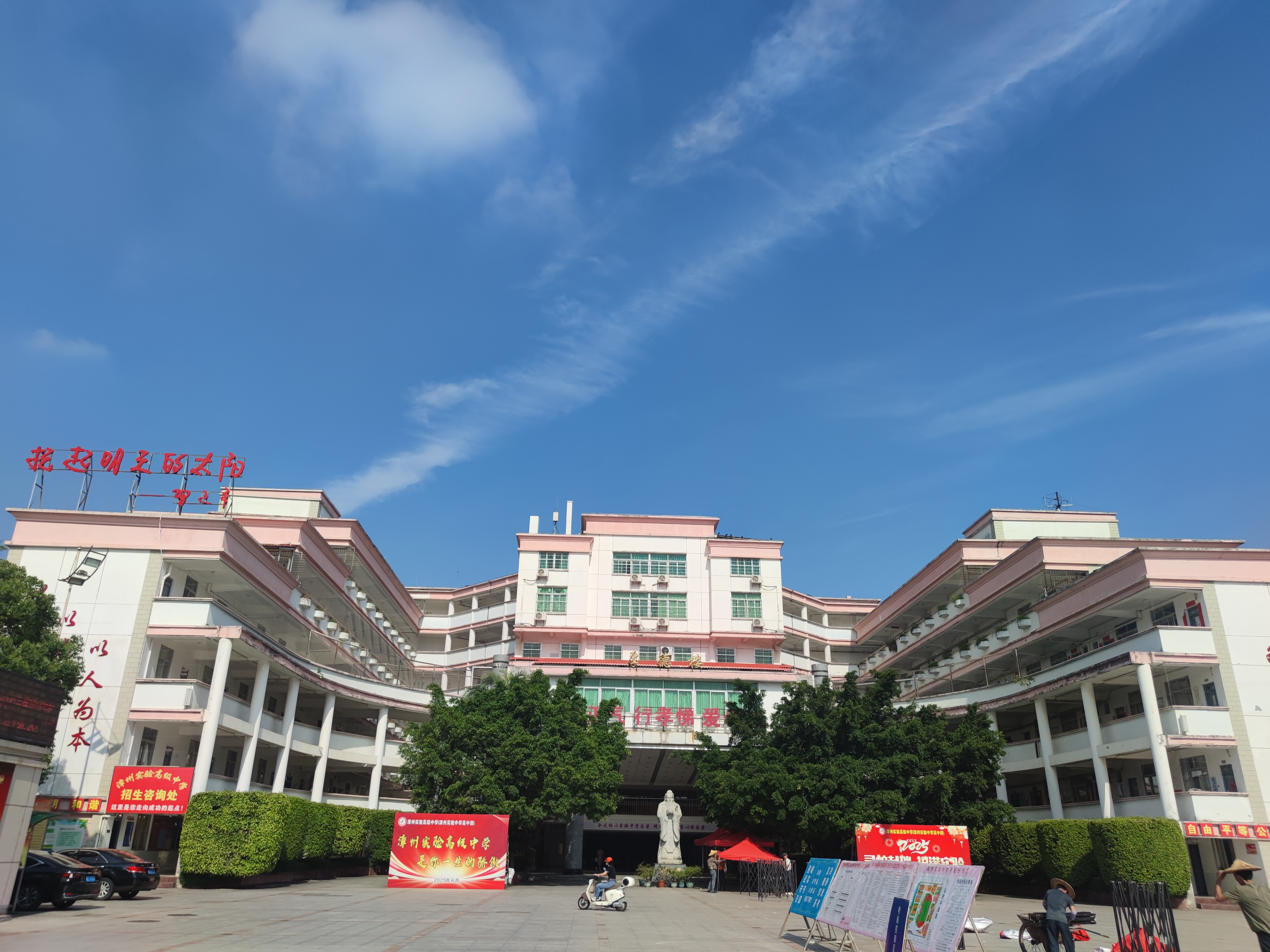
厚德楼